# Zafara
Zafara – wieś w Słowenii, w gminie Žužemberk. W 2018 roku liczyła 47 mieszkańców.